# Mitsuo Iwata
Mitsuo Iwata (岩田 光央?, Iwata Mitsuo; Tokorozawa, 31 luglio 1967) è un doppiatore giapponese.

## Ruoli interpretati

### Serie animate
- BECK: Mongolian Chop Squad (Tanabe)
- Bokusatsu tenshi Dokuro-chan (Ichiro Binkan)
- Brigadoon: Marin & Melan (Mike White, Poikun)
- D.Gray-man (Arystar Krory)
- Demon Slayer - Kimetsu no yaiba (Toyo)
- Detective Conan (Kaoru Otani)
- Digimon Ghost Game (Clockmon)
- Dragon Ball Super (Champa, Zircor, Majora)
- Ehrgeiz (Jay)
- Gleipnir (Madoka)
- Gun × Sword (Bucci)
- Initial D (Itsuki Takeuchi)
- Inuyasha (Suzaku)
- Jujutsu kaisen - Sorcery Fight (Kiyotaka Ijichi)
- Kill la Kill (Takaharu Fukuroda)
- One Piece (Emporio Ivankov (ep. 461+))
- Panty & Stocking with Garterbelt (The Fast and the Not-So-Furious)
- Please Teacher! (Hyosuke Magumo)
- Power Stone (Ryoma)
- Shakugan no Shana (Marcosias)
- The King of Braves: GaoGaiGar (Stallion White, ZX-12, Mic Sounders XIII)
- Toriko (Sunny)
- Transformers Energon (Ironhide)
- Transformers Animated (Wreck-Gar)
- Vandread (Pyoro)
- Witch Watch (Saruwatari)
- World Trigger (Isami Toma)

### OAV
- Golden Boy (Kintaro Oe)
- Nurse Witch Komugi (Satoro Akahori)
- Outlanders (Tetsuya Wakatsuki)

### Film animati
- Akira (Shōtarō Kaneda)
- Dead Leaves (666)
- Jujutsu kaisen 0 - Il film (Kiyotaka Ijichi)
- Lamù - Remember My Love (Lou il mago)
- Paprika - Sognando un sogno (Yasushi Tsumura)

### Videogiochi
- .hack//G.U. Vol. 1//Rebirth (Negimaru)
- .hack//G.U. Vol. 2//Reminisce (Negimaru)
- .hack//G.U. Vol. 3//Redemption (Negimaru)
- Angelique (Zephel)
- Angelique Special 2 (Zephel)
- Angelique Trois (Zephel)
- Angelique Etoile (Zephel)
- Angelique Retour (Zephel)
- Atelier Elie: The Alchemist of Salburg 2 (Otto Holbein)
- Demon Slayer -Kimetsu no Yaiba- The Hinokami Chronicles (Toyo)
- Dragon Ball Xenoverse 2 (Champa)
- Dragon Ball Legends (Champa)
- Far East of Eden: Ziria (Ziria)
- Gitaroo Man (Puma)
- Infinity Strash - Dragon Quest: The Adventure of Dai (Zaboera)
- Kingdom Hearts (Peter Pan)
- One Piece: Pirate Warriors (Emporio Ivankov)
- One Piece: Pirate Warriors 2 (Emporio Ivankov)
- One Piece: Pirate Warriors 3 (Emporio Ivankov)
- One Piece: Burning Blood (Emporio Ivankov)
- One Piece: Pirate Warriors 4 (Emporio Ivankov)
- Shadowverse: Champion's Battle (Marcel Tabeoka)
- Snack World: Esploratori di Dungeon - Gold (Genio A, voce avatar maschile)
- Sonic Colours (Orbot)
- Sonic Lost World (Orbot)
- Sonic Forces (Orbot)
- Sonic x Shadow Generations (Orbot)
- Street Fighter III: 3rd Stike (Sean Matsuda)
- Super Robot Wars Alpha 3 (Mic Sounders XIII)
- Super Robot Wars OG: Original Generations (Kyle Bean)
- Super Robot Wars Z3: Heaven Chapter (Nicola Vacheron)
- Super Robot Wars T (Mic Sounders XIII)
- Tales of Vesperia (Yeagel)
- Tales of the Rays (Yeagel)
- Team Sonic Racing (Orbot)
- The King of Fighters 2002 (Kusanagi)
- The King of Fighters 2003 (Kusanagi)
- The King of Fighters 2002: Unlimited Match (Kusanagi)
- The King of Fighters for Girls (Choi Bounge)
- Transformers: Beast Wars Transmetals (Grifo)
- Xenoblade Chronicles 3 (K)
- Zone of the Enders: The 2nd Runner (Rick)

### Ruoli doppiati
- Gli Incredibili - Una "normale" famiglia di supereroi (Incredi-Boy/Buddy Pine)
- Le avventure di Peter Pan (Peter Pan)
- Rombi di tuono e cieli di fuoco per i Biocombat (Grifo)
- Transformers: Prime (Hardshell)
- Sonic Boom (Orbot)
- Sonic Prime (Orbot)